# Кордюм, Арнольд Владимирович
Арнольд (Андрей) Владимирович Кордюм (13 июля 1890, Станислав, Австро-Венгрия, ныне Ивано-Франковск, Украина — 29 августа 1969, Киев, Украинская ССР) — украинский советский актёр, кинорежиссёр, сценарист, мемуарист. Член Союза кинематографистов Украины. Ветеран украинского кино. Отец украинского генетика и микробиолога Виталия Кордюма.

## Биография
Из крестьян. Участник Первой мировой войны в составе войск Австро-Венгрии. Попал в русский плен. Большевик с 1917 года. Участвовал в Гражданской войне. До 1924 служил в РККА.
В 1924—1925 — директор по идеологии Ялтинской кинофабрики, в 1925—1944 — режиссёр игрового и документального кино на Одесской, Киевской (ВУФКУ), Ташкентской киностудиях.
В 1943—1944 работал помощником начальника эвакогоспиталя.
С 1947 года — режиссёр «Киевнаучфильма» («Хлопок на Украине» — 1950), соавтор сценариев большинства поставленных им фильмов.
Автор воспоминаний «Прошлое, которое остаётся с нами» (1965).
С 1911 года работал ассистентом у режиссёра Даниила Сахненко на съёмках фильма «Запорожская сечь». Самостоятельную режиссёрскую деятельность начал в 1925 на Одесской кинофабрике, где создал фильмы: «За лесом» (1926), «Дело № 128/с» (1927), «Непобедимые» (1928, по собственному сценарию в соавторстве с Марком Княжанским, по роману Лоуренса Десберри «Бессмертный»; фильм не сохранился).
Был женат на актрисе и режиссёре Лидии Островской, их сын Виталий Кордюм — генетик, член-корреспондент Национальной академии наук Украины.

## Фильмография

### Актёр
- 1911 — Запорожская сечь (короткометражный) — всадник-парень, убегающий от татарской конницы,[2]
- 1930 — Мирабо — матрос
- 1934 — Последний порт — матрос с гармошкой

### Режиссёр
- 1926 — За лесом[3]
- 1927 — Дело 128/с
- 1927 — Накануне
- 1927 — Непобедимые
- 1928 — Джальма[4]
- 1929 — Ветер с порогов
- 1930 — Мирабо
- 1931 — Пламя гор (совместно с Иосифом Роной)
- 1934 — Последний порт
- 1939 — Азамат
- 1947 — Степная жемчужина (документальный)
- 1948 — В дружбе с наукой (документальный)
- 1951 — Диканка

### Сценарист
- 1927 — Непобедимые
- 1928 — Джальма
- 1929 — Ветер с порогов
- 1930 — Мирабо
- 1931 — Пламя гор
- 1934 — Последний порт (совместно с А. Корнейчуком)
- 1939 — Азамат